# أونتنغ سورباتي
سوراويراجي الشهير باسم أونتنغ سورباتي أو أُنتنغ سورباتي (اللغة الجاوية:Untung Surapati /Surawiraaji) (ولد في بالي، 1660 - توفي في بنغيل، منطقة باسوروان، جاوة الشرقية، 5 ديسمبر 1706 عن عمر 45/46 عامًا) كان رمزا في تاريخ الأرخبيل المسجل في تاريخ أرض جاوا. تصبح القصة أسطورية لأنها تروي قصة ابن من عامة الشعب وعبد في شركة الهند الشرقية الهولندية أصبح نبيلًا وتمنغكونغ (وصي) باسوروان ولقب ب Tumenggung Wiranegara ويعني التمنغكونغ البطل في اللغة الجاوية.
قصة الأسطوري أونتنغ سورباتي وصراعه ضد استعمار شركة الهند الشرقية الهولندية في جزيرة جاوة جعله معروفًا كبطل قومي لإندونيسيا. تم تعيينه كبطل قومي لإندونيسيا بناءً على المرسوم الرئاسي رقم. 106 / TK / 1975 بتاريخ 3 نوفمبر 1975.

## خلفية

### أصل أونتنغ

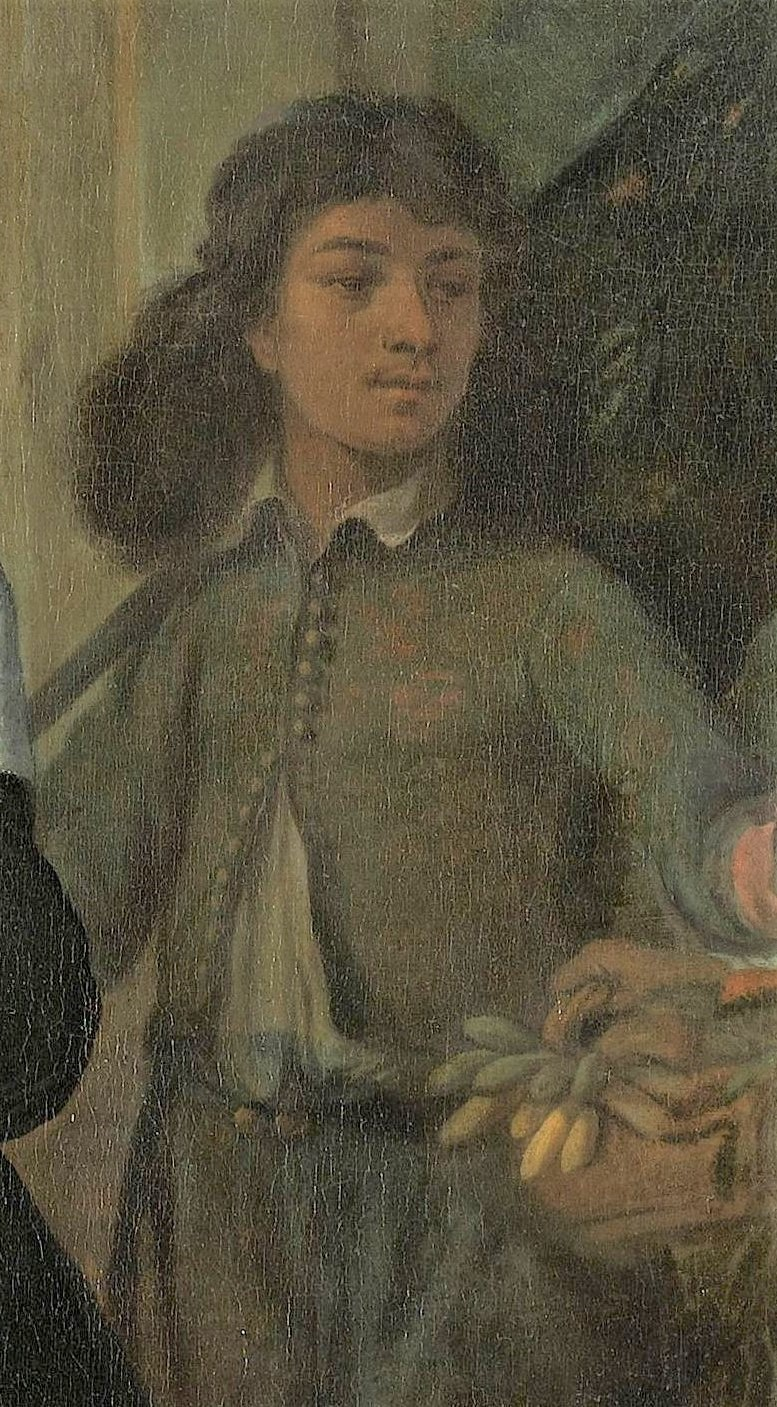
أونتنغ سورباتي كخادم لبيتر كنول و كورنيليا فان نيجينرود

أونتنغ سورباتي، اسمه الحقيقي هو سوراويراجي. وفقًا لكتاب تاريخ أرض جاوا، كان من بالي وعثر عليه الكابتن فان بيبر، ضابط شركة الهند الشرقية الهولندية المعين في ماكاسار. قام الكابتن فان بيبر ببيعه بعد ذلك إلى ضابط آخر في شركة الهند الشرقية الهولندية.[بحاجة لمصدر] أونتنغ، تم شراء سوراباتي من قبل فان مور في بالي ليصطحبه معه إلى باتافيا. عندما أصبح عبدًا، كان أونتونغ يبلغ من العمر سبع سنوات. منذ الحصول على العبيد الجدد، ازدادت مهنة فان مور وثروته بشكل كبير. كان الطفل الصغير يعتبر مجلب الحظ لذلك أطلق عليه اسم "Si Untung" وتعني «المحظوظ/ سعيد الحظ» في اللغة الاندونيسية.
عندما كان أونتونغ يبلغ من العمر 20 عامًا، وضعه فان مور في السجن بسبب علاقته بابنته سوزان. ثم جمع أونتونغ السجناء وتمكن من الفرار من السجن وأصبح هاربًا.

### حصوله على اسم سوراباتي
في عام 1683، هُزم السلطان تيرتاياسا، ملك بنتن، من قبل شركة الهند الشرقية الهولندية. هرب ابنه الأمير بوربايا إلى جبل غيدي. قرر الاستسلام لكنه أراد فقط أن يصطحبه أحد ضباط شركة الهند الشرقية الهولندية الأصليون.
تمكن الكابتن رويس (زعيم حصن تانجونجبورا) من العثور على مجموعة أونتونغ. عُرض عليهم وظائف كجنود شركة الهند الشرقية الهولندية بدلاً من العيش كهاربين. تم تدريب أونتونغ أيضًا في الجيش، ومنح رتبة ملازم، وتم تعيينه للقبض على الأمير بوربايا.
التقى أونتنغ بالأمير بوربايا ليتم نقله إلى تانجونجبورا. كما جاءت قوات فاندريج كفلر التي عاملت الأمير بوربايا بقسوة. لم يقبل أونتنغ ذلك ودمر قوات كفلر على نهر شيكالونج في 28 يناير 1684.
لا يزال الأمير بوربايا يستسلم لمنفاه في تانجونجبورا، لكن زوجته، جوسيك كوسوما، طلبت من أونتونج أن يعيدها إلى كارتاسورا. أصبح أونتنغ الآن هاربا من شركة الهند الشرقية الهولندية كما كان سابقا. من بين أمور أخرى، قام ذات مرة بتدمير قوات جاكوب كوبر التي كانت تطارده في قرية راجابالا.
عند المرور عبر سلطنة شيريبون، حارب أونتونغ مع رادين سوراباتي، الابن المتبنى للسلطان. بعد محاكمته، ثبت أن سوراباتي مذنب. كما حُكم على سوراباتي بالإعدام. ومنذ ذلك الحين تم تسليم اسم «سوراباتي» من قبل سلطان شيريبون إلى أونتونغ.

## اغتيال النقيب تاك

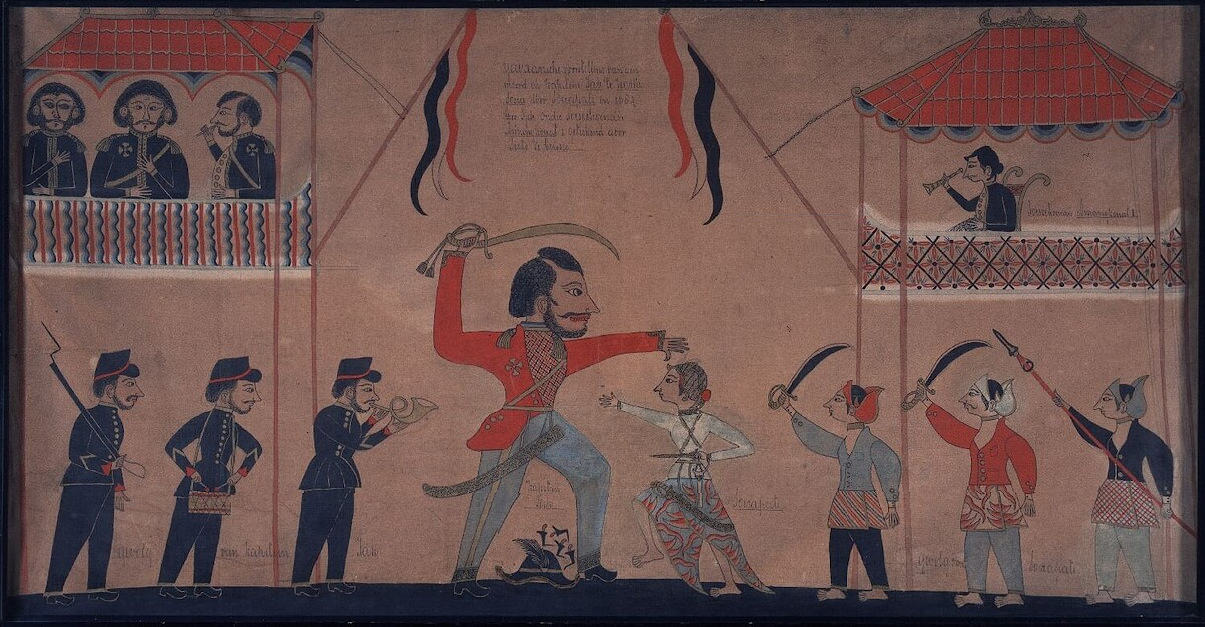
تصور اللوحة الجاوية التقليدية التي رسمها Tirto of Grisek اغتيال الكابتن فرانسوا تاك على يد سوراباتي في كارتاسورا (1686) تحت قيادة سوسوهونان أمانغكورات الثاني.

وصل أونتنغ المعروف باسم سوراباتي إلى كارتاسورا لتسليم رادين أيو جوسيك كوسوما لوالدها الأمير نيرانجكوسوما. كان نيرانجكوسوما شخصية مناهضة لـ شركة الهند الشرقية الهولندية وحث بقوة أمانكورات الثاني على إلغاء اتفاقه مع الهولنديين. زوج نيرانجكوسوما أيضًا جوسيك كوسوما لسوراباتي.
وصل الكابتن فرانسوا تاك (ضابط كبير في القوات الهولندية لعب دورًا في سحق تروناجايا والسلطان أجينج تيرتاياسا ) إلى كارتاسورا في فبراير 1686 للقبض على سوراباتي. تظاهر أمانكورات الثاني، الذي تأثر بـ نيرانجكوسوما، بمساعدة شركة الهند الشرقية الهولندية.
اندلعت المعركة في ساحة القصر. تم تدمير جيش شركة الهند الشرقية الهولندية. توفي 75 هولنديا. مات الكابتن تاك نفسه على يد أونتنغ. فر الجنود الهولنديون الباقون على قيد الحياة إلى حصنهم.

## لقب تمنغكونغ البطل
كان أمانكورات الثاني يخشى أن تنكشف خيانته. أعطى الإذن لـ سوراباتي ونيرانجكوسوما لأخذ باسوروان. في تلك المدينة، هزم سوراباتي الوصي على المدينة، أي أنغاجايا، الذي فر بعد ذلك إلى سورابايا. لم يرد الوصي على سورابايا المسمى أديباتي جانجرانا لأنه كان على دراية بسوراباتي في كارتاسورا.
تم تعيين أونتنغ سوراباتي نفسه أيضًا وصيًا على باسوروان وحمل لقب Tumenggung Wiranegara أي تمنغكونغ البطل.
في عام 1690 تظاهر أمانكورات الثاني بإرسال القوات للاستيلاء على باسوروان. بالطبع، فشل هذا الجيش لأن المعركة كانت مجرد تمثيلية كمحاولة لخداع شركة الهند الشرقية الهولندية.

## وفاة أونتنغ سوراباتي
بعد وفاة أمانكورات الثاني في عام 1703، كان هناك صراع على عرش كارتاسورا بين أمانكورات الثالث والأمير بوغير. في عام 1704، عين الأمير بوغر نفسه باكوبوانا الأول بدعم من شركة الهند الشرقية الهولندية. في عام 1705 تم طرد أمانكورات الثالث من كارتاسورا ولجأ إلى باسوروان.
في سبتمبر 1706، قامت مجموعة من القوات شركة الهند الشرقية الهولندية وماتارام ومادورا وسورابايا بقيادة الرائد جوفرت نول بغزو باسوروان. قتل أونتنغ سورباتي أخيرًا في المعركة في حصن بانجيل المعروف باسم Wiranegara في 17 أكتوبر 1706. لكنه أراد أن يبقى موته سرا. تم تسوية قبر سوراباتي مع الأرض. استمر النضال من قبل أبنائه وهم يحملون هيكل يحتوي على شكل سوراباتي مزيف.
في 18 يونيو 1707، قاد هيرمان دي وايلد رحلة استكشافية لملاحقة أمانكورات الثالث. وجد قبر سوراباتي الذي قام بنبشه على الفور. احترق جسد سوراباتي وألقي رماده في البحر.

## كفاح أبناء سوراباتي
قاد أبناء أونتنغ سورباتي، بما في ذلك رادن برايدال ورادين سوراباتي ورادين سوراديلاجا، أتباع والدهم (خليط من الجاوية والبالية). تم القبض على بعضهم مع أمانكورات الثالث في عام 1708 وتم نفيهم أيضًا إلى سريلانكا.
انضم بعض أتباع أونتنغ سورباتي إلى تمرد آريا جايابوسبيتا في سورابايا في عام 1717. كان هذا التمرد محاولة للانتقام من إعدام أديباتي جانجرانا الذي ثبت أنه انحاز سرًا إلى سوراباتي في الحرب عام 1706.
بعد أن خسر جايابوسبيتا في عام 1718 وانسحب إلى موجوكيرتو، ظل أتباع سوراباتي مخلصين له. ثم انضموا جميعًا إلى تمرد الأمير بليتار ضد أمانكورات الرابع المدعوم من شركة الهند الشرقية الهولندية في عام 1719. تم قمع هذا التمرد في عام 1723. تم نفي أبناء أونتنغ سورباتي وأتباعه من قبل شركة الهند الشرقية الهولندية إلى سريلانكا.

## في الأدب ووسائل الإعلام الأخرى
قصة رحلة حياة أونتنغ سورباتي الأسطورية، بصرف النظر عن كونها اسم شارع شائع في إندونيسيا، هي أيضًا مكتوبة إلى حد كبير في شكل أدبي. واحد منهم في تاريخ أرض جاوا.[بحاجة لمصدر]تُروى قصة أونتنغ أيضًا في تاريخ تروناجايا سوراباتي. في هذا التاريخ، يُقال أن أونتنغ يتمتع بطابع ودود وشجاع وطيب القلب.
الكاتب الهولندي في جزر الهند الشرقية ميلاتي فان جافا (اسم مستعار لنيكولينا ماريا سلوت) كتب أيضًا رواية بعنوان Van Slaaf Tot Vorst (من عبد إلى أمير)، والتي نُشرت في عام 1887. تمت ترجمة هذا العمل لاحقًا بواسطة FH Wiggers ونشر في عام 1898 تحت عنوان من Dari Boedak Sampe Djadi Radja (من عبد إلى ملك). الكاتب الأصلي الذي كتب أيضًا عن هذه القصة هو الكاتب عبد المعز في روايته سوراباتي.
تم تغيير اسم متنزه Burgemeester Bisschopplein في باتافيا (جاكرتا حاليًا) بعد استقلال إندونيسيا إلى «حديقة سوراباتي» لتخليد اسم أونتنغ سورباتي.

### قائمة المراجع
- Abdul Muis. 1999. Surapati. cet. 11. Jakarta: Balai Pustaka
- Babad Tanah Jawi, Mulai dari Nabi Adam Sampai Tahun 1647. (terj.). 2007. Yogyakarta: Narasi
- M.C. Ricklefs. 1991. Sejarah Indonesia Modern (terj.). Yogyakarta: Gadjah Mada University Press

## روابط خارجية
- (بالإندونيسية) Artikel di bagian Pustakaloka - "Tenggelamnya Sebuah Roman", KOMPAS, 16 Agustus 2003